# 稲垣 (小惑星)
稲垣（いながき、5824 Inagaki）は、小惑星帯に位置する小惑星である。関勉が高知県芸西村の高知県立芸西天文学習館で発見した。
兵庫県出身のクラシック・ギター奏者、稲垣稔に因んで名付けられた。発見者が1994年に今治市で稲垣のリサイタルを聞いたことが命名のきっかけになったという。